# İnci
İnci significa perla en turc i s'utilitza com a nom de dona. Algunes persones notables amb el nom İnci inclouen:
- İnci Aral, escriptora
- İnci Özdil, directora d'orquestra
- İnci Eviner, artista plàstica
- İnci Taşyürek, esportista turca (taekwondo)